# Jordan 191
Jordan 191 je vůz formule 1 týmu Jordan Grand Prix nasazený v roce 1991. Jezdili v něm Bertrand Gachot, Roberto Moreno, Alex Zanardi, Andrea de Cesaris a poprvé se s ním také v královské třídě představil Michael Schumacher.

## Výsledky v sezoně 1991
| Legenda k tabulce | Legenda k tabulce                                                                       |
| Barva             | Výsledek                                                                                |
| ----------------- | --------------------------------------------------------------------------------------- |
| Zlatá             | Vítěz                                                                                   |
| Stříbrná          | 2. místo                                                                                |
| Bronzová          | 3. místo                                                                                |
| Zelená            | Bodované umístění                                                                       |
| Modrá             | Nebodované umístění                                                                     |
| Modrá             | Dokončil neklasifikován (NC)                                                            |
| Fialová           | Odstoupil (Ret)                                                                         |
| Červená           | Nekvalifikoval se (DNQ)                                                                 |
| Červená           | Nepředkvalifikoval se (DNPQ)                                                            |
| Černá             | Diskvalifikován (DSQ)                                                                   |
| Bílá              | Nestartoval (DNS)                                                                       |
| Bílá              | Závod zrušen (C)                                                                        |
| Světle modrá      | Pouze trénoval (PO)                                                                     |
| Světle modrá      | Páteční testovací jezdec (TD)                                                           |
| Bez barvy         | Netrénoval (DNP)                                                                        |
| Bez barvy         | Vyřazen (EX)                                                                            |
| Bez barvy         | Nepřijel (DNA)                                                                          |
| Bez barvy         | Odvolal účast (WD)                                                                      |
| Bez barvy         | Nezúčastnil se (prázdné)                                                                |
| Označení          | Význam                                                                                  |
| Tučnost           | Pole position                                                                           |
| Kurzíva           | Nejrychlejší kolo                                                                       |
| †                 | Jezdec nedojel do cíle, ale byl klasifikován, protože odjel více než 90 % délky závodu. |
| ‡                 | Byl udělován poloviční počet bodů, protože bylo odjeto méně než 75 % délky závodu.      |
| Horní index       | Umístění bodujících jezdců ve sprintu                                                   |

| Rok  | Šasi            | Motor        | Pneu | Jezdci             | 1    | 2   | 3   | 4   | 5   | 6   | 7   | 8   | 9   | 10  | 11  | 12  | 13  | 14  | 15  | 16  | Body | Umístění |
| ---- | --------------- | ------------ | ---- | ------------------ | ---- | --- | --- | --- | --- | --- | --- | --- | --- | --- | --- | --- | --- | --- | --- | --- | ---- | -------- |
| 1991 | Team 7UP Jordan | Ford HBA4 V8 | G    |                    | USA  | BRA | SMR | MON | CAN | MEX | FRA | GBR | GER | HUN | BEL | ITA | POR | ESP | JPN | AUS | 13   | 5. místo |
| 1991 | Team 7UP Jordan | Ford HBA4 V8 | G    | Bertrand Gachot    | 10   | 13  | Ret | 8   | 5   | Ret | Ret | 6   | 6   | 9   |     |     |     |     |     |     | 13   | 5. místo |
| 1991 | Team 7UP Jordan | Ford HBA4 V8 | G    | Michael Schumacher |      |     |     |     |     |     |     |     |     |     | Ret |     |     |     |     |     | 13   | 5. místo |
| 1991 | Team 7UP Jordan | Ford HBA4 V8 | G    | Roberto Moreno     |      |     |     |     |     |     |     |     |     |     |     | Ret | 10  |     |     |     | 13   | 5. místo |
| 1991 | Team 7UP Jordan | Ford HBA4 V8 | G    | Alex Zanardi       |      |     |     |     |     |     |     |     |     |     |     |     |     | 9   | Ret | 9   | 13   | 5. místo |
| 1991 | Team 7UP Jordan | Ford HBA4 V8 | G    | Andrea de Cesaris  | DNPQ | Ret | Ret | Ret | 4   | 4   | 6   | Ret | 5   | 7   | 13  | 7   | 8   | Ret | Ret | 8   | 13   | 5. místo |